# Лобзин, Владимир Семёнович
Владимир Семёнович Лобзин (1924—1993) — советский учёный-медик, невропатолог, организатор здравоохранения и медицинской науки, доктор медицинских наук (1971), профессор (1973), полковник медицинской службы. Заслуженный деятель науки РСФСР (1984).

## Биография
Родился 28 сентября 1924 года в Твери.
С 1942 по 1947 годы проходил обучение на факультете подготовки военно-морских врачей в Военно-медицинской академии имени С. М. Кирова, которую окончил с отличием. С 1947 по 1964 год служил в военно-медицинских частях ВМФ СССР, в том числе в Порт-Артуре, проходил обучение на кафедре нервных болезней факультета руководящего состава  ВМА имени С. М. Кирова был назначен начальником неврологическими отделениями Кронштадтского и 1-го военно-морских госпиталей.
С 1964 года начал свою научно-педагогическую деятельность на кафедре нервных болезней Военно-медицинской академии имени С. М. Кирова в должностях: младший преподаватель,  преподаватель, старший преподаватель, с 1973 по 1982 год — профессор и  заместитель начальника кафедры. Одновременно с педагогической деятельностью с 1973 по 1982 год В. С. Лобзин являлся — главным невропатологом ВМФ СССР. С 1982 по 1993 год — заведующий кафедрой невропатологии Ленинградского института усовершенствования врачей имени С. М. Кирова.

### Достижения в области неврологии
Основная научно-педагогическая деятельность В. С. Лобзина была связана с вопросами в области военной неврологии и невропатологии. В. С. Лобзин являлся инициатором описания ряда неврологических симптомов и синдромов при лучевых поражениях нервной системы и миастении, а так же некоторых заболеваниях периферийной нервной системы.
В 1957 году В. С. Лобзин защитил диссертацию на соискание учёной степени кандидат медицинских наук по теме: «Клиника, терапия и некоторые
вопросы патогенеза миастении», в 1971 году — доктор медицинских наук по теме: «Лучевое поражение нервной системы». В 1973 году В. С. Лобзину было присвоено учёное звание профессора. В. С. Лобзин являлся автором более пятисот двенадцати научных работ, в том числе двадцати монографий, среди которых «Лечебно-диагностические пункции и блокады в невропатологии» (Л., 1973), «Аутогенная тренировка» (Л., 1986). Им было подготовлен более десяти докторов и тридцать кандидатов наук. С 1974 по 1975 год В. С. Лобзин являлся организатором первого в Советском Союзе центра по изучению миастении. В 1984 году за заслуги в области  медицины В. С. Лобзин был удостоен почётного звания  Заслуженный деятель науки РСФСР.
Скончался 10 октября 1993 года в Санкт-Петербурге, похоронен на Богословском кладбище.

Могила Лобзина на Богословском кладбище Санкт-Петербурга.

## Награды
- Заслуженный деятель науки РСФСР (1984)[1]